# کاکیزویل (مریلند)
کاکیزویل (به انگلیسی: Cockeysville) شهری در ایالت مریلند کشور ایالات متحده آمریکا است که جمعیت آن در سرشماری سال ۲۰۱۰ میلادی، ۲۰٬۷۷۶ نفر بوده‌است.